# Депозитарный банк
Депозитарный или кастодиальный банк (от англ. custodian bank) —  банк, осуществляющий хранение ценных бумаг и иных финансовых активов клиентов, а также управление этими ценными бумагами. Кастодиальный банк может предоставлять такие услуги, как клиринг, расчеты по сделкам, валютные операции, операции займа ценных бумаг и др.
Местный депозитарный банк — организация, в которой зарубежным партнёрам (контрагентам и посредникам) в осуществлении расчётов предоставляются депозитарные услуги по ценным бумагам, торговля и расчёты по которым происходят в стране, в которой находится кастодиальный банк.
Кастодиальный банк несёт риски утери переданных ему на хранение ценных бумаг, вызванные неплатежеспособностью депозитарного банка, а также небрежностью, неправильным использованием активов, мошенническими действиями, плохой организацией работы или неудовлетворительным ведением учёта.

## Функции банка
Банк-кастодиан осуществляет следующие функции:
- открытие счетов клиенту в отношении финансовых инструментов, переданных на кастодиальное обслуживание
- обеспечение учёта финансовых инструментов, переданных на кастодиальное обслуживание
- осуществление номинального держания
- выполнение функций платёжного агента по сделкам с финансовыми инструментами, переданными на кастодиальное обслуживание
- регистрация сделок с финансовыми инструментами клиента и подтверждение его прав по данным финансовым инструментам
- получение дохода по финансовым инструментам, переданным на кастодиальное обслуживание, и зачисление его на счёт клиента
- передача информации клиенту по поручению эмитента
- предоставление клиенту иных услуг, предусмотренных договором по кастодиальному обслуживанию
- хранение документарных и иных финансовых инструментов, выпущенных в документарной форме

## Обязанности банка
Банк-кастодиан обязан:
- исполнять условия договора по кастодиальному обслуживанию, а также приказы клиента в соответствии с их содержанием
- обеспечить обособленное хранение и учёт  финансовых инструментов, переданных на кастодиальное обслуживание, по отношению к собственным активам
- соблюдать технологию ведения счетов клиентов в соответствии с требованиями, установленными законодательством
- представлять клиенту отчётность о состоянии его счетов на регулярной основе или по его требованию
- не разглашать сведения, составляющие служебную, коммерческую или иную, охраняемую законом тайну, за исключением случаев, предусмотренных законодательными актами

## Список депозитарных банков
Крупнейшие депозитарные банки мира на 30 июня 2017 года.
| Название депозитарного банка         | Страна         | Активы     |
| ------------------------------------ | -------------- | ---------- |
| Euroclear                            | Бельгия        | $32 трлн   |
| The Bank of New York Mellon          | США            | $31,1 трлн |
| State Street Corporation             | США            | $31 трлн   |
| JPMorgan Chase                       | США            | $26,2 трлн |
| Citigroup                            | США            | $18,1 трлн |
| Clearstream                          | Люксембург     | $15 трлн   |
| BNP Paribas Securities Services      | Франция        | $10 трлн   |
| Northern Trust                       | США            | $7,4 трлн  |
| HSBC Securities Services             | Великобритания | $6,5 трлн  |
| Mitsubishi UFJ Financial Group       | Япония         | $6 трлн    |
| UBS                                  | Швейцария      | $5 трлн    |
| Société Générale Securities Services | Франция        | $4,61 трлн |
| CACEIS                               | Франция        | $4,4 трлн  |
| Brown Brothers Harriman & Co.        | США            | $4,2 трлн  |
| RBC Dexia Investor Services          | Канада         | $3 трлн    |
| Wells Fargo                          | США            | $2 трлн    |
| Credit Suisse                        | Швейцария      | $2 трлн    |